# Аусвіль
Аусвіль (нім. Auswil) — громада  в Швейцарії в кантоні Берн, адміністративний округ Верхнє Ааргау.

## Географія
Громада розташована на відстані близько 36 км на північний схід від Берна.
Аусвіль має площу 4,6 км², з яких на 5% дозволяється будівництво (житлове та будівництво доріг), 84,2% використовуються в сільськогосподарських цілях, 10,5% зайнято лісами, 0,2% не є продуктивними (річки, льодовики або гори).

## Демографія
2019 року в громаді мешкало 440 осіб (-4,1% порівняно з 2010 роком), іноземців було 2,3%. Густота населення становила 95 осіб/км².
За віковим діапазоном населення розподілялося таким чином: 18,4% — особи молодші 20 років, 62,3% — особи у віці 20—64 років, 19,3% — особи у віці 65 років та старші. Було 195 помешкань (у середньому 2,2 особи в помешканні).
Із загальної кількості 140 працюючих 69 було зайнятих в первинному секторі, 13 — в обробній промисловості, 58 — в галузі послуг.